# Едуардо Маласкес
Едуардо Маласкес (ісп. Eduardo Malásquez, нар. 13 жовтня 1957, Ліма) — перуанський футболіст, що грав на позиції півзахисника.
Виступав, зокрема, за клуби «Депортіво Мунісіпаль» та «Індепендьєнте Медельїн», а також національну збірну Перу.

## Клубна кар'єра
У дорослому футболі дебютував 1976 року виступами за команду «Депортіво Мунісіпаль», в якій провів шість сезонів.
Своєю грою за цю команду привернув увагу представників тренерського штабу клубу «Індепендьєнте Медельїн», до складу якого приєднався 1982 року. Виступав за команду з Медельїна з невеликою перервою до кінця 1986 року, після чого повернувся до Перу, вигравши з «Універсітаріо де Депортес» у 1987 році національний чемпіонат.
Завершив ігрову кар'єру у мексиканській команді «Атлас» (Гвадалахара), за яку виступав протягом 1988—1989 років.

## Виступи за збірну
30 серпня 1979 року дебютував в офіційних іграх у складі національної збірної Перу в товариському матчі проти Уругваю (2:0).
У складі збірної був учасником чемпіонату світу 1982 року в Іспанії, але на поле там жодного разу не вийшов. Надалі зіграв зі збірною на двох поспіль Кубках Америки — 1983 року у різних країнах, на якому команда здобула бронзові нагороди, та 1987 року в Аргентині.
Загалом протягом кар'єри у національній команді, яка тривала 9 років, провів у її формі 33 матчі, забивши 2 голи.

## Титули і досягнення
- Чемпіон Перу (1):

«Універсітаріо де Депортес»: 1987